# Браун, Джесси
Джесси Браун (англ. Jesse Brown; 27 марта 1944 — 15 августа 2002) — ветеран морской пехоты США, занимавший пост министра по делам ветеранов при президенте Билле Клинтоне с 1993 по 1997 год.

## Биография
Он окончил Городской колледж Чикаго, учился также в Университете Рузвельта и Католическом университете.
В 1963 году Браун записался в морскую пехоту. Находясь во Вьетнаме в 1965 году, он получил тяжелые боевые ранения во время патрулирования в Дананге.
Был исполнительным директором организации «Американские ветераны-инвалиды» (1988—1993).
Основал консалтинговую фирму Brown and Associates.